# Jos Bascourt
Joseph Hyacinthe Marie Corneille Bascourt (Schaarbeek, 15 september 1863 – Antwerpen, 6 februari 1927) was een Belgisch architect die bekend is om zijn eclectische en art-nouveaugebouwen in en rond Antwerpen. Hij heeft onder meer 25 huizen in de wijk Zurenborg ontworpen.

## Leven en werk
Bascourt werd geboren als tweede zoon in een gezin van zeven kinderen. Omdat zijn vader ziek was, groeide Jos op bij de zus van zijn vader, Marie-Eugenie Buelens in Antwerpen. Zijn tante had een lingeriewinkel aan de Groenplaats.
Op 17-jarige leeftijd schreef hij zich in aan de afdeling bouwkunst van de Koninklijke Academie. Daar ontwikkelde hij zich tot een briljant student. Hij kreeg les van Jos Schadde, Leonard Blomme en Pieter Dens. Na zijn studie won hij diverse prijzen met wedstrijden.
In 1887 zette Bascourt een eigen praktijk op en bouwde hij een neogotisch huis voor zijn tante. Zijn meesterwerk voltooide hij in 1899: vier hoekhuizen op het kruispunt van de Generaal van Merlenstraat en de Waterloostraat. Nog tijdens de bouw ging hij ook aan de slag voor projecten buiten Antwerpen: een villa voor directeur Luyckx in Westmalle en voor mevrouw Nottebohm het Nottebohm Hospitaal in Berchem. Op 21 juli 1925 werd hij gehuldigd als Ridder in de Kroonorde. Aan het einde van zijn carrière voerde hij kleinere opdrachten uit en gingen verschillende opdrachten niet door.
Hij overleed op 63-jarige leeftijd in Antwerpen.

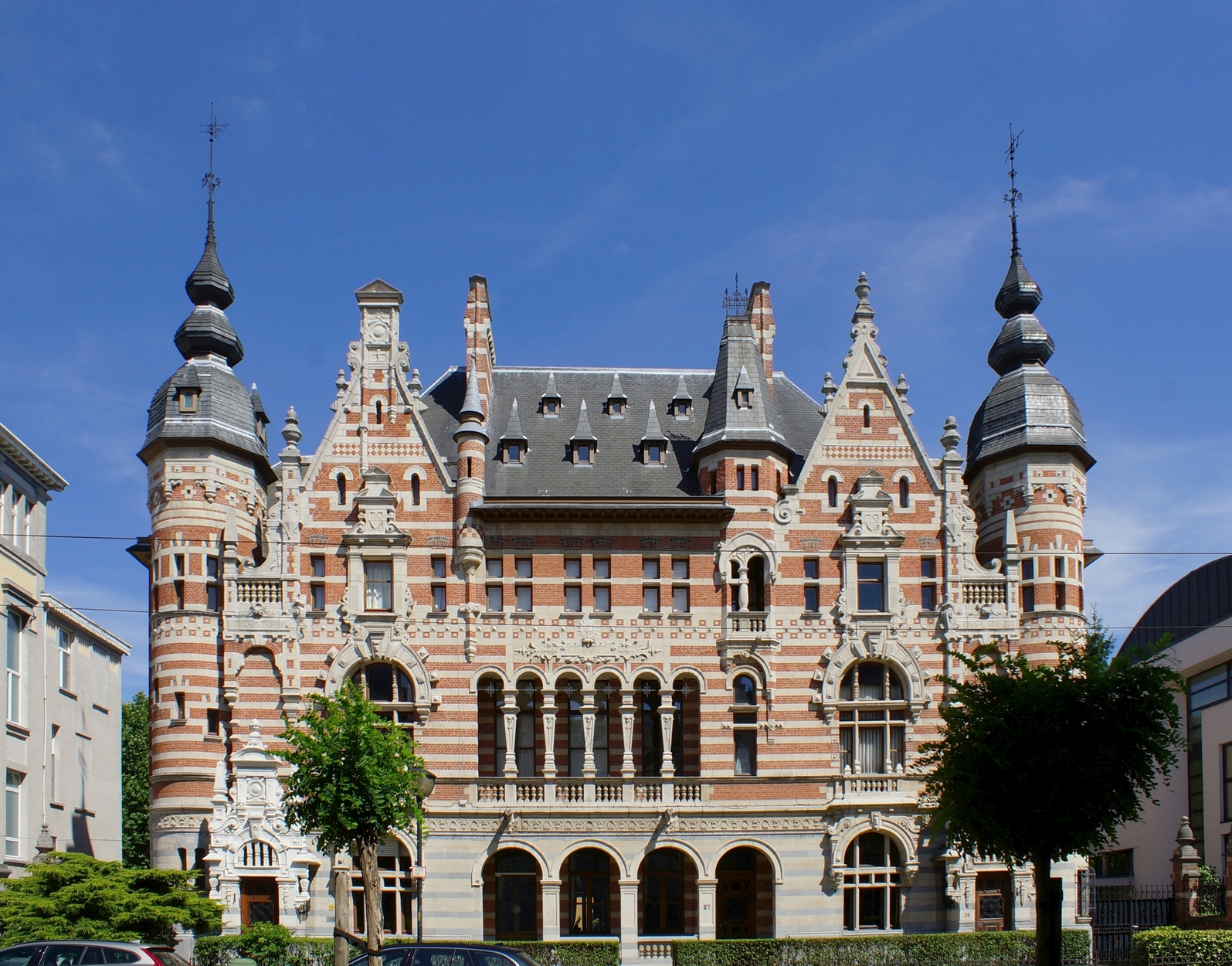
Huizenreeks aan de Cogels-Osylei nummers 25-27-29 te Berchem (Antwerpen).
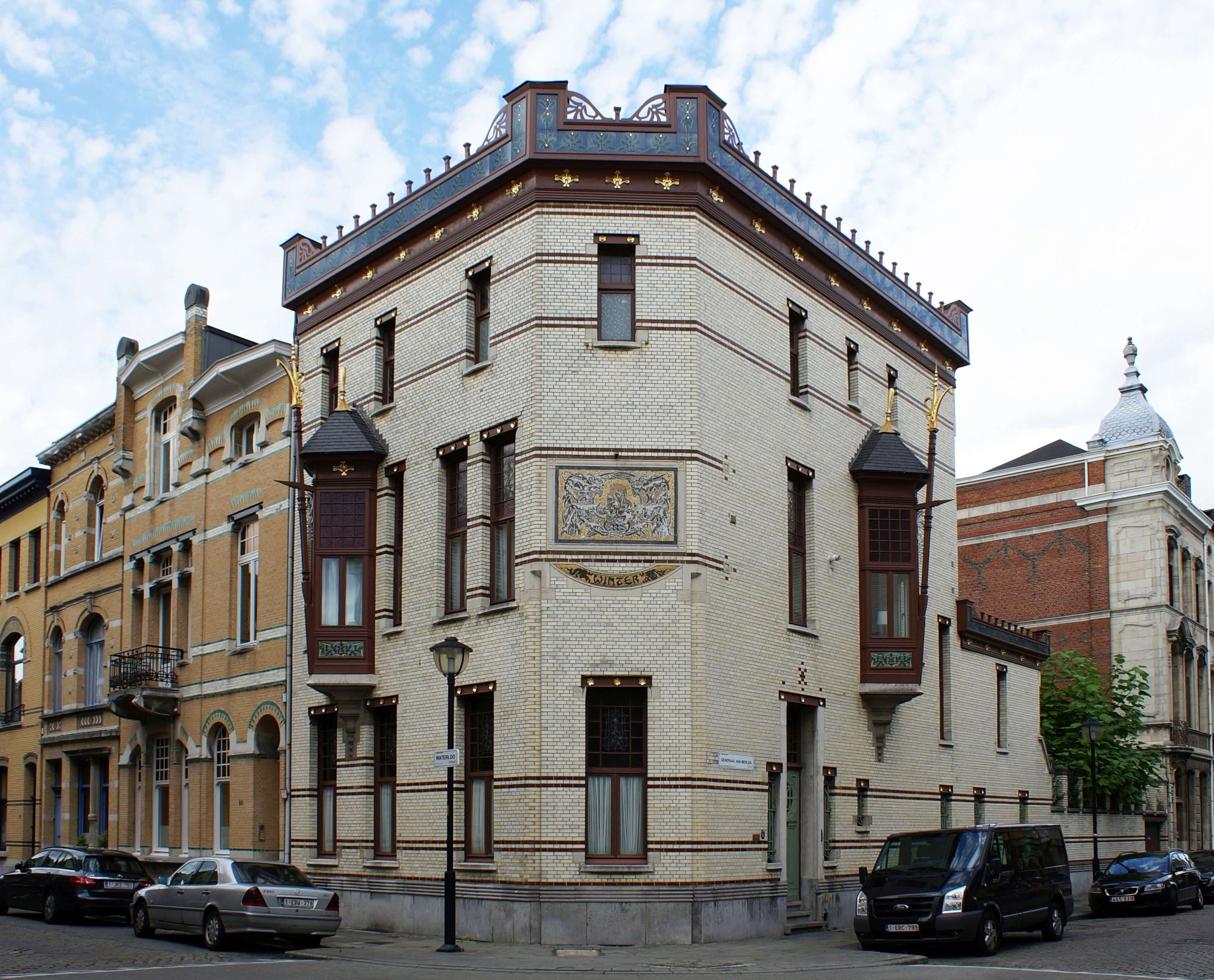
Berchem (Antwerpen), Generaal Van Merlenstraat 29, Huis De Winter.

- Gemeinsame Normdatei: 131875310
- International Standard Name Identifier: 0000 0000 8262 5936
- Library of Congress Control Number: nr95013013
- Nederlandse Thesaurus van Auteursnamen: 14935875X
- RKD-Nederlands Instituut voor Kunstgeschiedenis: 4864
- SNAC: w6p292g7
- Système universitaire de documentation: 077101812
- Union List of Artist Names: 500243525
- Virtual International Authority File: 72537594
- WorldCat: E39PBJy8w9P4FqQMDyTTFQ8KVC